# Georges Korm
Georges Korm lub Georges Corm (ur. 15 czerwca 1940 w Aleksandrii, zm. 14 sierpnia 2024 w Bejrucie) – libański ekonomista, prawnik, historyk, wykładowca akademicki i polityk, chrześcijanin maronita. Ukończył studia w Instytucie Nauk Politycznych w Paryżu (1958–1961), a w 1969 r. obronił doktorat z prawa publicznego na Uniwersytecie Paryskim. Następnie wykładał nauki polityczne i ekonomiczne na libańskich uczelniach: USJ, AUB, UL i Balamand. Zajmuje się też badaniami nad historią Bliskiego Wschodu. Od 4 grudnia 1998 r. do 28 października 2000 r. pełnił funkcję ministra finansów w rządzie Salima al-Hussa.

## Wybrane publikacje
- La Mue, Noël Blandin, 1989
- Le Nouveau Désordre économique mondial, La Découverte, 1993
- Le Moyen-Orient, Flammarion/dominos, 1994
- Histoire du pluralisme religieux dans le bassin méditerranéen, Geuthner, 1998
- L'Europe et l'Orient : de la balkanisation à la libanisation. Histoire d'une modernité inaccomplie, La Découverte, 1998, 2001, 2003
- Le Proche-Orient éclaté (1956–2007), Gallimard/Histoire
- Orient-Occident, la fracture imaginaire, La Découverte, 2002, 2004
- Le Liban contemporain. Histoire et société, La Découverte, 2003, 2005
- La Question religieuse au XXIe siècle. Géopolitique et crise de la post-modenité, La Découverte, 2006
- Histoire du Moyen-Orient. De l'Antiquité à nos jours, La Découverte, 2007
- L'Europe et le mythe de l'Occident, La Découverte, 2009
- A History of the Middle East. From Antiquity to the present Day., Garnet Publishing, 2010